# Carmageddon: Reincarnation
Carmageddon: Reincarnation (с англ. — «Кармагеддон: Реинкарнация») — четвёртая часть игры серии Carmageddon. Игра разработана английской компанией Stainless Games, которая в прошлом выпустила первую и вторую части — Carmageddon и Carmageddon II: Carpocalypse Now.

## Разработка
В 2011 году, выкупив назад права у Square Enix Europe на серию Carmageddon, создатели первых двух частей принялись за разработку четвёртой части.
8 мая 2012 года была запущена кампания по финансированию проекта через Kickstarter с ожидаемым выходом игры в феврале 2013 года в цифровом магазине Steam. Целью кампании был сбор суммы в 400 тысяч долларов, и она была достигнута спустя 10 дней после объявления. По достижении 600 тысяч долларов разработчики пообещали выпустить версии для Mac OS X и Linux. К концу сбора средств, 6 июня 2012 года, проект смог собрать 625 143 доллара.
20 марта 2013 года было объявлено, что разработчики получат дополнительное финансовое вливание в размере 3,5 млн долларов от бывшего сооснователя Bullfrog Ле Эдгара. Одним из условий финансирования был выпуск игры для консолей следующего поколения.
С 27 марта 2014 года игра стала доступна в Steam в режиме раннего доступа. Все участники Kickstarter, заплатившие свыше 25 долларов, получили доступ к альфа-версии ещё раньше — 13 марта 2014 года.

## Критика
| Сводный рейтинг       | Сводный рейтинг |
| Агрегатор             | Оценка          |
| --------------------- | --------------- |
| GameRankings          | 50,94 %         |
| Русскоязычные издания |                 |
| Издание               | Оценка          |
| «Игромания»           | 5,0             |
| «Игры Mail.ru»        | 2,0             |

Рецензент Игромании отметил, что, как и в оригинале, можно не пытаться доехать до финиша, а вместо этого давить пешеходов, врезаться в автомобили соперников и собирать разные бонусы. Положительно отмечены безумный дизайн машин и их повреждения; на трассах используются удачные находки оригинала. Однако отрицательно было отмечено отсутствие «злой жестокости», присущей первой Carmageddon; вместо этого игра стала ярче и жизнерадостней: «Пешеходы трехмерные, но даже не пытаются прикинуться живыми людьми. Пилоты больше не светят рожами, а машины все как одна пластмассовые. И в целом все это напоминает не мясорубку, а игру в дешевые китайские куклы.». Также рецензент отметил плохое поведение ИИ, непредсказуемую физику автомобилей и баги, оставшиеся в игре с альфа-версии (например, не всегда работающий мультиплеер).